# رترکتور والو نرم
رترکتور والو  یا روبانی نرم (به انگلیسی: Ribbon Retractor) یک ابزار جراحی ساخته شده از فلز نرم و قابل انعطاف می‌باشد که جهت محافظت کردن از بافت نرم حین کنار زدن و دور کردن بافت‌ها بدون ایجاد صدمه در اعمال لاپاراتومی(جهت کنار زدن روده‌ها) به کار می‌رود.